# 히가시로쿠센역
히가시로쿠센역(일본어: 東六線駅)은 일본 홋카이도 가미카와 군 겐부치정에 있는 홋카이도 여객철도 소야 본선의 역이다. 역 번호는 W39이며, 단선 승강장 1면 1선의 구조를 지닌 지상역이다.

## 역 주변
- 국도 제40호선

## 역사
- 1956년 1월 : 히가시로쿠센 가승강장(東六線仮乗降場)으로서 설치.
- 1959년 11월 1일 : 히가시로쿠센역으로 승격.
- 1987년 4월 1일 : 민영화에 따라, 홋카이도 여객철도로 이관.
- 2021년 3월 13일：이용자 감소에 따라 폐지.

## 인접 정차역
| 홋카이도 여객철도 소야 본선 | 홋카이도 여객철도 소야 본선 | 홋카이도 여객철도 소야 본선 |
| --------------------------- | --------------------------- | --------------------------- |
| W38 왓사무 아사히카와 방면  | ■ 소야 본선                 | 겐부치 W40 왓카나이 방면    |